# Seventh Avenue (Manhattan)
La Settima Strada (Seventh Avenue) è un'arteria viaria di Manhattan, nella città di New York. Il tratto compreso tra 26th Street e 42nd Street e quello a nord di Central Park sono conosciuti rispettivamente anche come Fashion Avenue e Powell Boulevard. A sud di Central Park la strada è a senso unico in direzione sud, mentre a nord del parco è a doppio senso.

## Storia
La Seventh Avenue fu prevista come parte del Commissioners' Plan del 1811. Agli inizi del XX secolo, la strada terminava ancora presso Eleventh Street, nel Greenwich Village, e venne successivamente estesa verso sud fino a Varick Street nel 1914. Questi lavori portarono ad un allargamento della stessa Varick Street e permisero di migliorare i collegamenti veicolari tra Midtown Manhattan e l'attuale TriBeCa. Il prolungamento della avenue permise anche la costruzione della linea IRT Broadway-Seventh Avenue della metropolitana di New York, aperta nel 1918.
L'estensione era stata presa in considerazione per diversi anni, fino a quando nel settembre 1911 la New York City Board of Estimate approvò un primo stanziamento di 3 milioni di dollari per la panificazione iniziale dei lavori. Per realizzare il prolungamento, sollecitato da diversi gruppi civici per soddisfare le esigenze commerciali del Greenwich Village, furono demoliti un significativo numero di vecchi edifici, tra i quali la Bedford Street Methodist Church, costruita nel 1840.
Dal 6 giugno 1954, la maggior parte della Seventh Avenue è diventata a senso unico in direzione sud; la porzione a nord di Times Square è rimasta a doppio senso invece fino al 10 marzo 1957.

## Descrizione

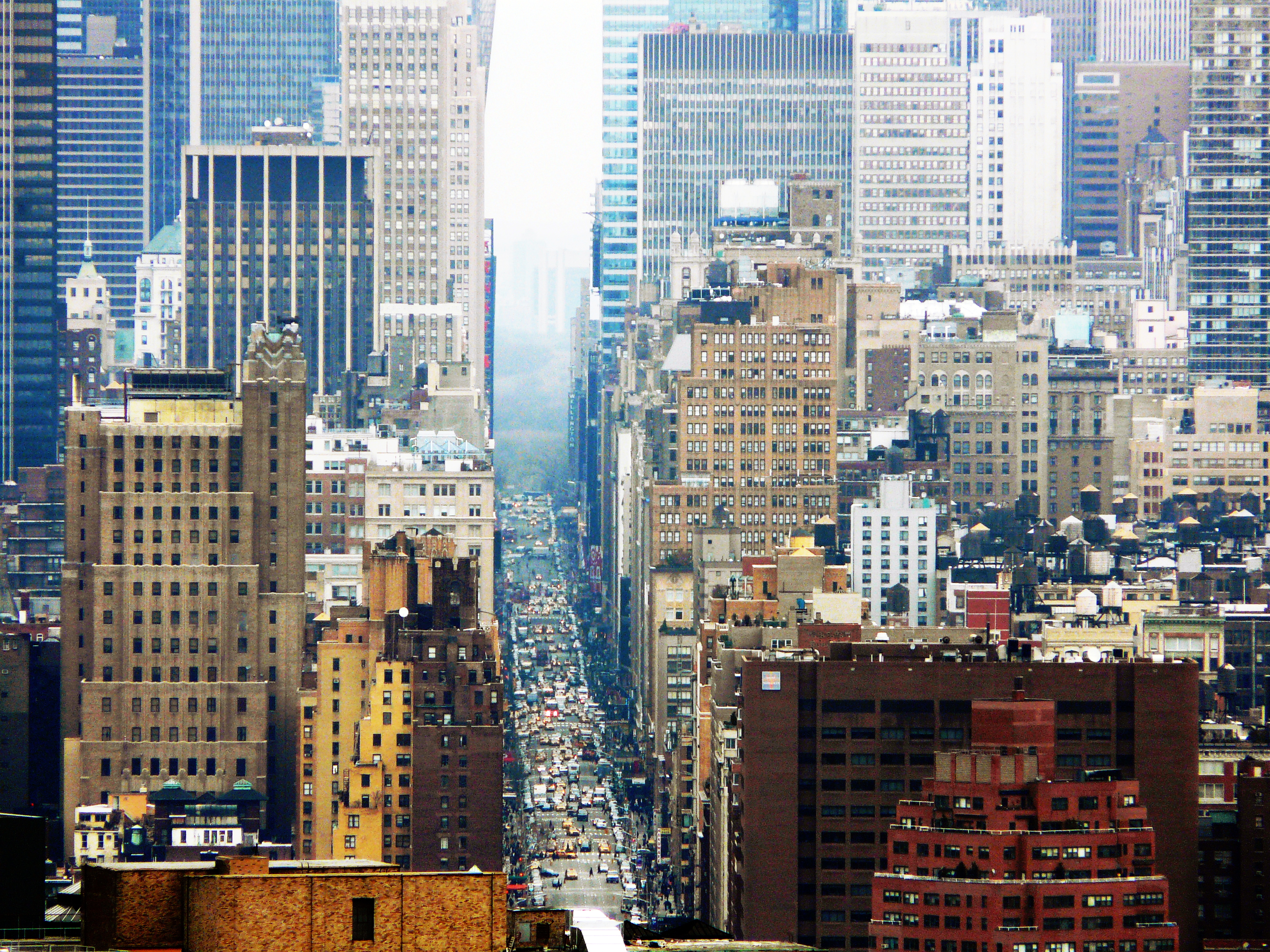
La strada vista da Greenwich Village.

La Seventh Avenue inizia nel West Village a Clarkson Street, dove Varick Street diventa Seventh Avenue South, che a sua volta diventa propriamente Seventh Avenue dopo cha la strada attraversa Greenwich Avenue e West 11th Street. All'altezza di 42nd Street, interseca quindi con Broadway a Times Square. La strada è poi interrotta tra 59th Street e 110th Street dal Central Park.
A nord del parco la strada diventa a doppio senso e attraversa Harlem con il nome di Adam Clayton Powell Jr. Boulevard. Gli indirizzi continuano come se la strada attraversasse il parco, infatti nel primo quartiere a nord partono da 1800. A nord una parte della strada si dirige al Macombs Dam Bridge, che collega Manhattan al Bronx passando sopra il fiume Harlem, mentre l'altra si collega a 155th Street.
Inoltre, nell'attraversare il Garment District, quartiere che si estende nella parte centrale di Manhattan tra 12th Avenue e Fifth Avenue e da 34th Street a 39th Street, la strada prende il nome di Fashion Avenue per via del ruolo centrale che il Garment District possiede nell'industria dell'abbagliamento e della moda e anche per essere la sede dei alcuni dei più importanti stilisti, che hanno fatto di New York una delle quattro principali capitali della moda mondiali. I primi cartelli, temporanei, con la scritta Fashion Avenue furono posizionati nel 1972, mentre i cartelli definitivi furono sistemati negli anni successivi.

## Trasporti
La Seventh Avenue è servita, per la maggior parte della sua lunghezza, dalle linee 1, 2 e 3 della metropolitana di New York, con un totale di otto stazioni. Tra 42nd Street e Central Park South è invece servita dalle linee N, Q e R con tre stazioni. Anche le stazioni di Seventh Avenue, servita dalle linee B, D e E, e di 155h Street, servita dalle linee B e D, sono posizionate sul suo percorso. Lungo la strada, che è servita da numerosi autobus locali, si trova anche la stazione di Pennsylvania.

## Nella cultura di massa
La Seventh Avenue è spesso menzionata in film, giochi e libri:
- La strada è menzionata nella canzone The Boxer di Simon & Garfunkel, dove il protagonista dice di aver ricevuto delle "avance dalle prostitute sulla Seventh Avenue".
- Nel gioco del 1962 e nel film L'incredibile Murray - L'uomo che disse no del 1965 la strada è spesso nominata essendo in prossimità della zona.
- Nella canzone The Boston Rag del 1973 degli Steely Dan viene affermato "Non c'era nulla che potessi fare così puntai la mia auto giù sulla Seventh Avenue".
- Nella canzone Shattered del 1978 dei Rolling Stones, tratta dall'album Some Girls, Mick Jagger canta "Non posso darlo via sulla Seventh Avenue".
- La Seventh Avenue è anche menzionata nel romanzo Il falcone maltese di Dashiell Hammett, quando il detective Sam Spade parla al criminale Wilmer.
- Nel fumetto Watching the Watchmen del 2008, il fumettista Dave Gibbons immagina che Gunga Diner, Utopia Cinema, Promethean Cab Co. e l'Institute for Extraspatial Studies siano situati presso l'intersezione tra Seventh Avenue e West 31st Street.
- Seventh Avenue è inoltre il titolo di una miniserie del 1977 della NBC, incentrata sulla vita di Jay Blackman.
- Nella canzone Here's Looking At You, Kid degli The Gaslight Anthem viene detto "impazzisce per quella scena di New York sulla Seventh Avenue".
- La canzone New York City Boy dei Pet Shop Boys ha come ritornello la frase  "perché tu sei un ragazzo di New York, dove la Seventh Avenue incontra Broadway".